# Cicindela tenuisignata
Cicindela tenuisignata är en skalbaggsart som beskrevs av Leconte 1851. Cicindela tenuisignata ingår i släktet Cicindela och familjen jordlöpare. Inga underarter finns listade i Catalogue of Life.